# كثرة الحمر الحقيقية
كثرة الحمر الحقيقية (باللاتينية: polycythaemia vera أو polycythaemia rubra vera) أو كثرة الحمر الأولية من أمراض التكاثر النقوي، وينتج عنه زيادة في تصنيع جميع أنواع خلايا الدم: الحمراء، البيضاء غير اللمفاوية، والصفيحات. وتؤدي الإصابة إلى الزيادة في عدد الكريات الحمراء وإلى انخفاض مرافق في الإريثروبويتين.
تنتج معظم المشاكل الصحية المتعلقة بكثرة الحمر الحقيقية بسبب كوم الدم سميك أكثر نتيجة لازدياد خلايا الدم الحمراء. وهو أكثر شيوعًا في كبار السن ويمكن أن يكون مع أعراض أو بدونها. تشمل العلامات والأعراض الشائعة الحكة، وألم حارق شديد في اليدين أو القدمين التي عادة ما يكون مصحوب تلوين أحمر أو أزرق للجلد. إن المرضى الذين يعانون من كثر الحمر الحقيقية هم أكثر عرضة لالتهاب المفاصل النقرسي. ويتكون العلاج بشكل أساسي من الفصد (بضع الوريد).

## الأعراض

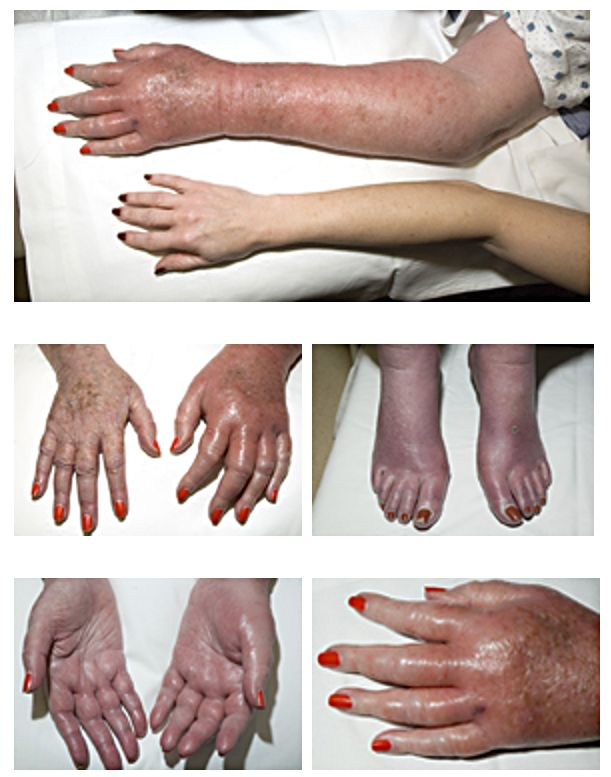
احمرار الأطراف المؤلم في مريض مع كثرة الحمر الحقيقية طويلة الأمد

معظم المصابين بالمرض لا تظهر عليهم أية أعراض. وقد يصاب المريض بالنوع من الحكة العامة خصوصًا بعد أخذ حمام (بارد أو ساخن) وقد يكون ذلك بسبب إفراز الهستامين أو إنتاج البروستاغلاندين. وقد تتواجد هذه الحكة في حوالي %40 من المرضى الذين يعانون من كثرة الحمر الحقيقية. وقد يظهر التهاب المفاصل النقرسي في ما يصل إلى %20 من المرضى. كذلك فإن القرحة الهضمية شائعة عند مرضى كثر الحمر الحقيقية؛ على الأرجح بسبب زيادة الهستامين في الخلايا الصارية، ولكن قد تُنسب لقابلية أكبر للعدوى بالبكتيريا المسببة للقرحة الملوية البوابية. وقد تكون آلية أخرى هي المسؤولة عن تطور القرحة المعدية وهي زيادة إفراز الهستامين وفرط الحموضة المعدية المتعلقة بكثرة الحمر الحقيقية.
أحد الأعراض النادرة ولكن الكلاسيكية لكثرة الحمر الحقيقية (ومرض التكاثر النقيي ذو الصلة المعروف باسم كثرة الصفيحات الأساسية) هو احمرار الأطراف المؤلم.
ومن الأعراض الأخرى المصاحبة فرط ضغط الدم، القابلية لنزف الدم، تكون خثرات في أنحاء متفرقة من الجسم، الصداع، الدوخة.

## وبائيات المرض
تحدث كثرة الحمر الحقيقية في جميع الفئات العمرية، إلا أن معدل الإصابة بها يزداد مع تقدم العمر. وجدت إحدى الدراسات أن متوسط العمر عند التشخيصي هو 60 سنة، في حين أن دراسة من مايو كلينيك في مقاطعة أولمستيد، مينيسوتا وجدت أن أعلى معدل إصابة كان في الناس الذين تتراوح أعمارهم بين 79-70 عامًا.